# Annella mollis
Annella mollis (Nutting, 1910) è una gorgonia della famiglia Subergorgiidae.